# Stroczniczek złotawy

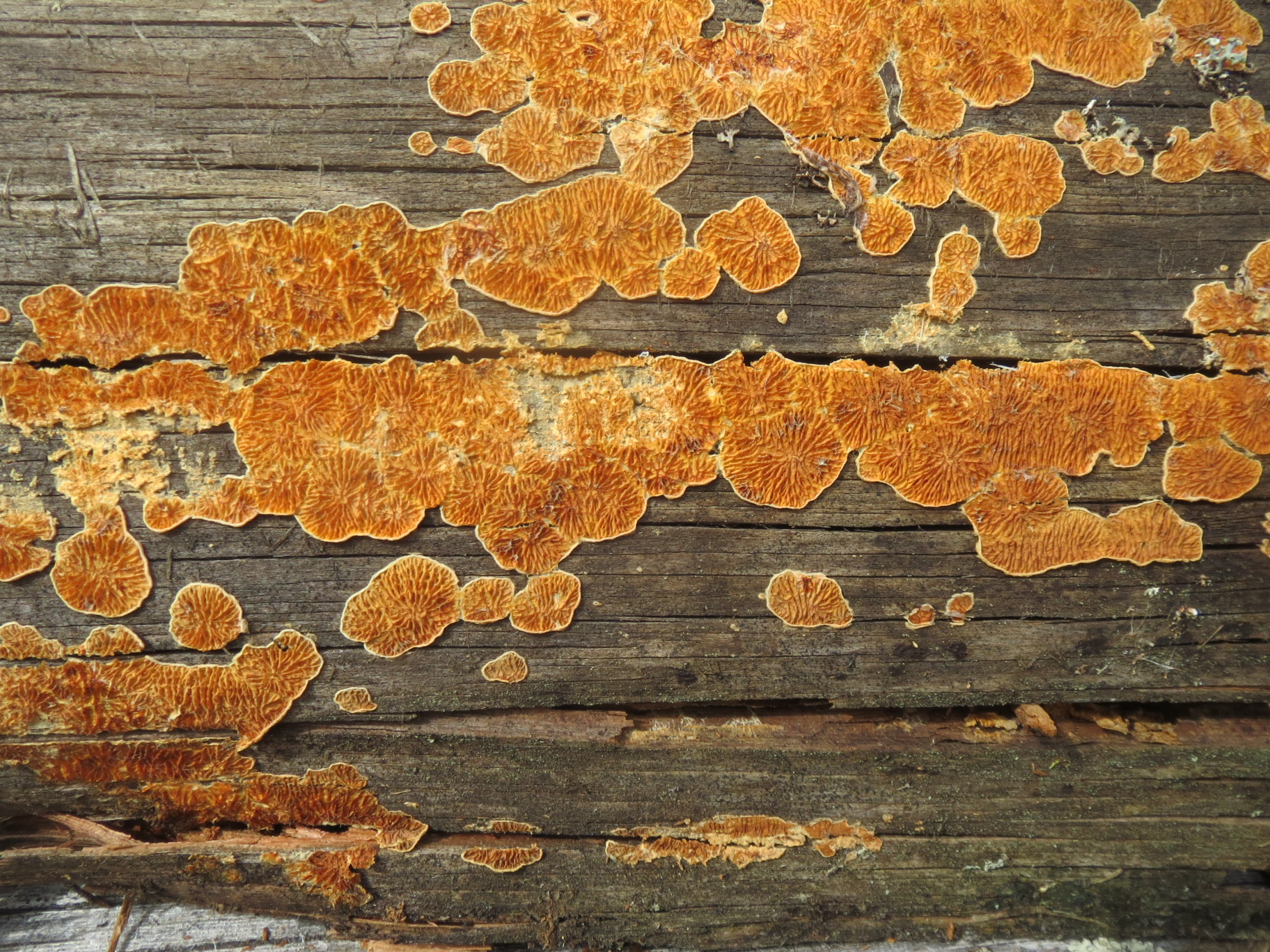

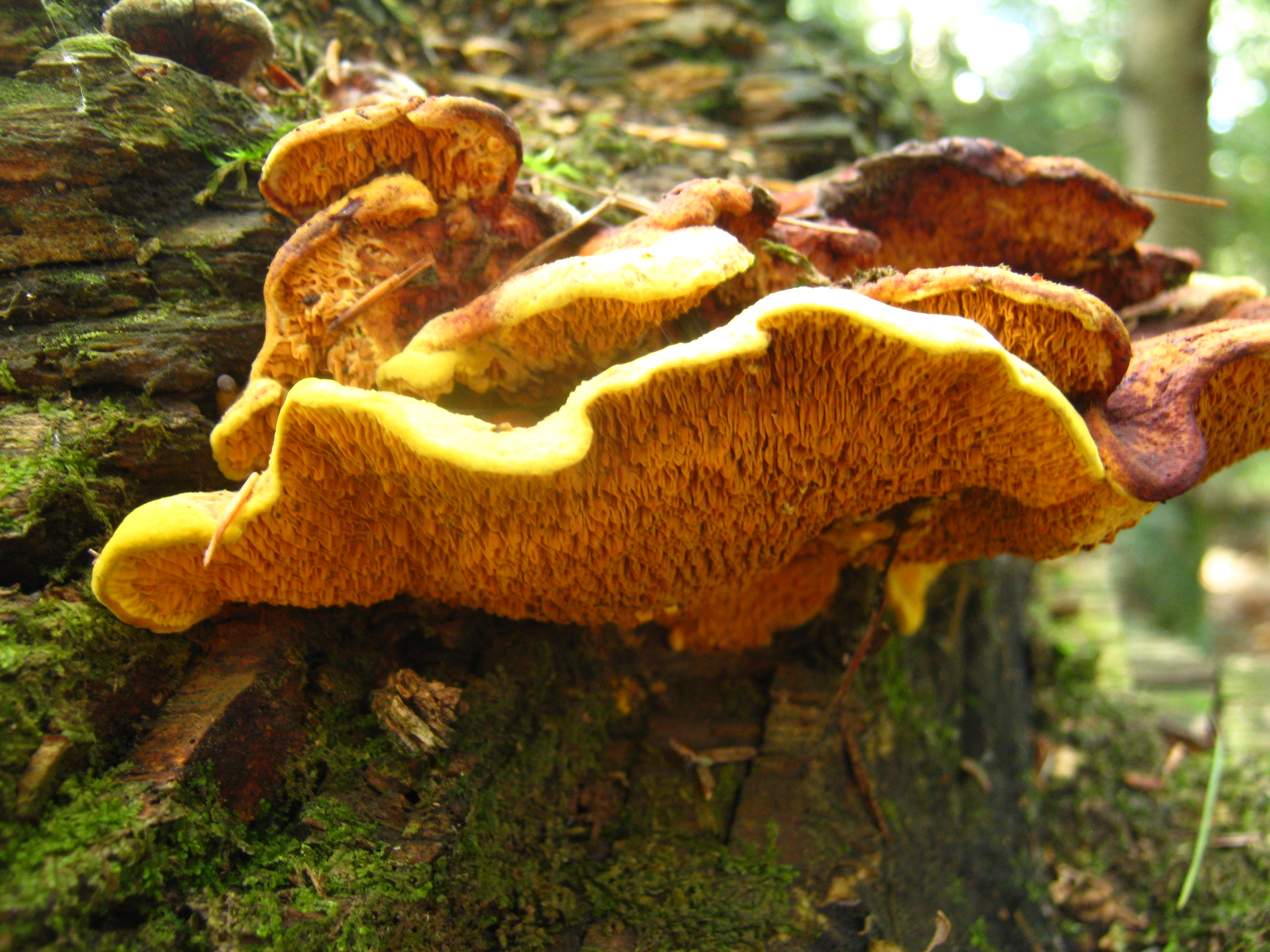

Stroczniczek złotawy (Pseudomerulius aureus (Fr.) Jülich – gatunek grzybów podstawkowych należący do rodziny ponurnikowatych (Tapinellaceae).

## Systematyka i nazewnictwo
Pozycja w klasyfikacji według Index Fungorum: Pseudomerulius, Tapinellaceae, Boletales, Agaricomycetidae, Agaricomycetes, Agaricomycotina, Basidiomycota, Fungi.
Po raz pierwszy zdiagnozował go w 1815 r. Elias Fries nadając mu nazwę Merulius aurelius. Obecną, uznaną przez Index Fungorum nazwę nadał mu Walter Jülich w 1979 r.
Synonimy:

- Cantharellus crucibulum (Fr.) Fr. 1838
- Merulius aureus Fr. 1815
- Merulius aureus Fr. 1815 var. aureus
- Merulius aureus var. hydnoides Henn. 1895
- Merulius croceus (Pers.) Duby 1830
- Merulius crucibulum Fr. 1818
- Merulius vastator var. epiphyllus Fr. 1815
- Plicatura aurea (Fr.) Parmasto 1967
- Serpula aurea (Fr.) P. Karst. 1889
- Xylomyzon croceum Pers. 1825
- Xylomyzon solare Pers. 1825
- Xylomyzon solare var. crucibulum (Fr.) Pers. 1825
- Xylomyzon solare var. epiphyllum (Fr.) Pers. 1825
- Xylomyzon solare Pers. 1825 var. solare

Polską nazwę zaproponował Władysław Wojewoda w 1999 r.. 

## Morfologia
Owocniki
Roczne, rozpostarte lub rozpostarto-odgięte, zazwyczaj o średnicy 1–2 cm i grubości 1 mm. Sąsiednie owocniki często zrastają się z sobą. W stanie świeżym dają się łatwo oddzielić od podłoża. Powierzchnia u młodych osobników biaława, potem o barwie jasnożółtej, siarkowej, żółtopomarańczowej lub żółtobrązowej. Po wysuszeniu blaknie. Hymenofor meruliowaty;  nieregularnie jamkowato-blaszkowy lub labiryntowaty.
Cechy mikroskopijne
System strzępkowy monomityczny. Strzępki kontekstu luźno upakowane, stosunkowo gęsto rozgałęziające się. Mają średnicę 2–5 μm i na przegrodach występują sprzążki. Często inkrustowane są bezpostaciowymi, żółtymi, żywicznymi grudkami. Subhymenium o grubości około 30 μm, zbudowane z silnie z sobą związanych strzępek. Cystyd brak. Podstawki maczugowate o rozmiarach 14–20 × 4–6 μm. Zarodniki żółte, o bladożółtawej, szklistej ścianie i gładkiej powierzchni. Mają podłużny, cylindryczny kształt zwężający się ku wierzchołkowi i rozmiary 3,5–4,5 (rzadko 5) × 1,5–2 (rzadko 2,5) μm. Niektóre są nerkowate, niektóre posiadają po dwie gutule.

## Występowanie
Notowany głównie w Ameryce Północnej i Europie. Poza tym na Haiti, w Rosji, Japonii i Nowej Zelandii. W Europie sięga po około 67 stopień szerokości geograficznej na Półwyspie Skandynawskim. W polskim piśmiennictwie naukowym do 2003 r. podano około 20 stanowisk. Jest jednak  rzadki. Znajduje się na Czerwonej liście roślin i grzybów Polski. Ma status R – gatunek potencjalnie zagrożony z powodu ograniczonego zasięgu geograficznego i małych obszarów siedliskowych.  
Rozwija się na martwym drewnie drzew iglastych w lasach iglastych, mieszanych i parkach. Rozwija się na powalonych pniach i leżących gałęziach. W Polsce notowany głównie na jodle pospolitej, rzadziej na świerku pospolitym. Owocniki wytwarza od sierpnia do października. W innych krajach notowany także na sosnach i jałowcu.

## Gatunki podobne
- stroczek leśny (Serpula himantioides). Ma również pomarańczowe i rozpostarte owocniki o podobnym, meruliowatym hymenoforze. Rośnie zazwyczaj na drewnie drzew liściastych, ale czasem również iglastych[7].